# Lądowisko Myślibórz-Giżyn
Lądowisko Myslibórz-Giżyn (kod ICAO: EPMY) – lądowisko samolotowe w Giżynie w województwie zachodniopomorskim.
Lądowiskiem zarządza Visio Consulting, są tu prowadzone m.in. szkolenia lotnicze. Pas ma długość 920 m i jest trawiasty, znajduje się w otoczeniu pól. Lądowisko zostało wpisane do ewidencji Urzędu Lotnictwa Cywilnego w roku 2015 pod numerem 341.